# Амирджанов, Ширали-бек
Ширели-бек Амирджанов (азерб. Şirəli bəy Əmircanov; 1843 Нуха, Каспийская область — 1922) — председатель Нухинской городской думы, Джеванширский уездный воинский начальник. В период существования Азербайджанской Демократической Республики был мировым судьёй Нухинского мирового отдела.

## Биография
Ширали-бек Амирджанов родился в Нухе (совр. Шеки) в 1843 году. В Нухе окончил уездное училище. По распоряжению канцелярии Бакинского губернатора от 10 марта 1864 года приступил к работе в нухинском уездном управлении младшим делопроизводителем. 29 сентября 1868 года был назначен переводчиком. 13 июля 1875 года был назначен приставом 2-го участка города Нухи, а 14 октября 1877 года — полицейским приставом Нухинского уезда. С 6 февраля 1879 года — переводчик елизаветпольского губернатора, с 7 ноября 1880 года — полицейский пристав Нухинского уезда, с 28 сентября 1881 года — помощник воинского начальника, с 13 апреля 1883 года — исполняющий обязанности воинского начальника, а 29 мая 1884 года — воинский начальник Джеванширского уезда. За время службы был награжден орденами Святой Анны 3-й степени и Святого Станислава 3-й степени. 
Ширали-бек Амирджанов представлял Нуху на Первом съезде мусульман Кавказа, проходившем в Баку в апреле 1917 года. В то время он возглавлял местную опорную организацию азербайджанской политической партии социал-федералистов Гейрат и был председателем Нухинской городской думы. С января 1917 года работал мировым судьей 1-го округа Нухинского уезда, а с 14 сентября 1918 года — судьей Нухинского мирового отдела.
Под его руководством в Нухе было создано просветительское общество, принимавшее участие в развитии образования и культуры в городе, создании новых школ и культурно-просветительских учреждений.
Ему принадлежало два дома в городе Нуха, половина села Сучма, площади для посадки, сбора урожая и выпаса скота.
Ширали-бек Амирджанов умер в 1922 году.

## Семья
В 1878 году он женился на Фатьме-ханум, дочери корнета Мустафы-аги Шекиханова. От этого брака родились дети: Абдулали-бек, Лютфали-бек, Гашим-бек, Бильгейс-ханум, Диларам-ханум, Ханум-ханум.
Сын Абдулали-бек Амирджанов был членом Азербайджанского национального Совета, министром финансов Азербайджанской Демократической Республики. После советизации Азербайджана иммигрировал в Стамбул, где стал членом Азербайджанского национального центра. Умер в Стамбуле в 1948 году.
Сын Гашим-бек Амирджанов работал следователем в Дивичинском мировом отделе. В 1910 году он был избран членом правления общества «Никат». В 1911 году он получил гражданский чин губернского секретаря . В 1918 году он был убит во время переговоров с армянским отрядом, напавшим на Нуху.